# Sociedad Boliviana de Estudios Clásicos
La Sociedad Boliviana de Estudios Clásicos (SOBEC) es una institución boliviana que difunde y promueve el estudio de las culturas clásicas y su repercusión en América, especialmente en Bolivia. 

## Historia
La sociedad fue fundada en 1998 luego de que Bolivia fuera el país anfitrión del I Encuentro de Estudios Clásicos, que se desarrolló del 18 al 20 de junio y en el que participaron ponentes de Argentina, Chile, Perú, España, Francia y Suiza.
Desde entonces, la Sociedad lleva a cabo encuentros anuales de estudios clásicos en el territorio boliviano. El concepto desde el cual la sociedad encara los estudios clásicos está basados en tres ámbitos: 1) Bolivia y su grupo de realidades exclusivas y propias que emergen de las culturas indígenas; 2) las realidades compartidas que emergen de Grecia y Roma; y 3) las interpretaciones de las obras.

## Miembros
La SOBEC ha contado y cuenta entre sus miembros con importantes intelectuales bolivianos, como por ejemplo Teresa Gisbert, Josep Maria Barnadas, Alberto Bailey, Mario Frías Infante y Andrés Eichmann, entre otros.

## Publicaciones
La SOBEC es responsable de la edición de la revista anual Classica Boliviana. 